# Mesochorus paraensis
Mesochorus paraensis là một loài tò vò trong họ Ichneumonidae.